# Maryna Mineyko
Maryna Mineyko z d. Plucińska, ps. „Popielata” (ur. 6 grudnia 1919 w Niżnym Nowogrodzie, zm. 22 listopada 2010 w Białymstoku) – polska architektka i społecznica.

## Życiorys
Urodziła się w głębi Rosji w rodzinie architekta Tadeusza Plucińskiego (1883–1951), który wówczas nadzorował w lasach pod Niżnym Nowogrodem budowę fabryki materiałów wybuchowych. Po odzyskaniu niepodległości przez Polskę jej ojciec rozpoczął starania o powrót do ojczyzny. Razem z rodziną powróciła do niej w 1923, osiadając w Warszawie.
Pragnąc pójść w zawodowe ślady ojca, w 1936 rozpoczęła naukę w warszawskiej Żeńskiej Szkole Architektury im. Stanisława Noakowskiego. Dyplom oraz tytuł technika architektury uzyskała w czerwcu 1939. Od razu dostała propozycję pracy na stanowisku kierownika działu technicznego w magistracie w Sandomierzu. Na miejscu stawiła się w lipcu, ale 1 września wybuchła II wojna światowa. Pojechała więc do Oszmiany na Wileńszczyżnie, gdzie jej rodzice mieli dom i posiadłość, i spędzali tam miesiące letnie. Jak wspominała: Ojciec nazwał dom w Oszmianie naszą arką Noego, gdyż dzięki niemu przetrwaliśmy. Uchronił nas najpierw przed Sowietami, potem przed Niemcami. Znalazła wówczas pracę inwentaryzatorki, dorabiała też szyciem. Wstąpiła również do wileńskiego zgrupowania Armii Krajowej, przybierając pseudonim „Popielata”. W 1943 została wskazana przez niemieckiego okupanta do wywozu na roboty do Rzeszy. Jednakże po komisji lekarskiej uciekła, a potem ukrywała się. Do Polski w nowych granicach wróciła w 1945 z pierwszym transportem repatriantów, którego była kierowniczką. Było to dla niej – młodej kobiety – trudne zadanie, gdyż transport składał się z 22. wagonów przepełnionych ludźmi oraz wszelkiego rodzaju dobytkiem łącznie ze zwierzętami gospodarskimi i domowymi. Ponadto w drodze zmarło dziecko i musiała zorganizować pogrzeb. Pociąg miał dotrzeć do Warszawy. Kiedy po przybyciu do celu repatrianci ujrzeli stolicę leżącą w gruzach, postanowili jechać dalej. Ostatecznie końcową stacją transportu stała się 3 maja Wschowa.
Ona jednak wróciła z rodziną do Warszawy i podjęła studia na Wydziale Architektury od niedawna przywróconej do działania Politechniki Warszawskie.  Jednocześnie zarabiała na utrzymanie pracując przy odbudowie gmachu Ministerstwa Spraw Zagranicznych. Chcąc dopomóc rodzicom w kształceniu młodszego rodzeństwa, musiała jednak znaleźć lepiej płatną pracę. Przerwała więc studia i wyjechała do Gdańska. Tam dokończyła naukę, uzyskując dyplom Politechniki Gdańskiej.
W 1956 przeniosła się do Białegostoku. Była już żoną Zygmunta (1912–2004) – tak jak ona żołnierza AK. Miała z nim troje dzieci. W późniejszym czasie ich dwaj synowie i córka wyemigrowali do Kanady.
W Białymstoku pracowała jako architektka. Od 1961 była członkinią tamtejszego oddziału Stowarzyszenia Architektów Polskich. Poza pracą zawodową udzielała się społecznie. Była ławniczką w sądzie dla nieletnich, organizowała ogród jordanowski, prowadziła też pogadanki radiowe. Ponadto zajmowała się malarstwem. Należała też do Towarzystwa Przyjaciół Grodna i Wilna. Pisywała w białostockim „Gońcu Kresowym”.
Po śmierci spoczęła obok męża w grobie rodzinnym na Cmentarzu Miejskim w Białymstoku (sektor G6, rząd 3, nr grobu 22}.